# Clipper (spelfabrikant)
Clipper was een Nederlandse producent van bordspellen zoals Risk, Cluedo, UNO en Mad.
De firma werd overgenomen door Parker Brothers. De firma was gevestigd aan de Koninginneweg in Amsterdam.